# Підручний (фільм, 1918)
Підручний (англ. The Handy Man) — американська короткометражна кінокомедія Чарлі Чейза 1918 року.

## У ролях
- Біллі Вест[en]
- Літріс Джой
- Олівер Гарді
- Етель Марі Бертон
- Лео Вайт
- Джо Бордо